# 克里斯蒂安·霍赫布鲁克
克里斯蒂安·霍赫布鲁克（德語：Christian Hochbruck，1989年8月1日—），德国男子赛艇运动员。他曾代表德国参加2012年世界赛艇锦标赛，获得男子轻量级八人单桨有舵手金牌。